# Kate Diehn-Bitt
Kate Diehn-Bitt, geborene Elise Hedwig Käthe Bitt (* 12. Februar 1900 in Schöneberg bei Berlin; † 23. Oktober 1978 in Rostock) war eine deutsche Malerin.

## Leben
Käthe „Kate“ Bitt wurde in der damals noch selbstständigen Stadt Schöneberg geboren. 1901 heiratete ihre Mutter Elsa Bitt, geborene Rudloff, in zweiter Ehe den jüdischen Apotheker und Chemiker Leo Glaser aus Bad Doberan. Käthe Bitt besuchte die höhere Töchterschule. Von 1914 bis etwa 1916 erhielt sie Zeichenunterricht bei dem ehemaligen Corinth-Schüler Rudolf Sieger (1867–1925). Sechzehnjährig zog sie in das großelterliche Haus nach Rostock und erhielt Privatunterricht in Kunst- und Literaturgeschichte.
Im Jahr 1919 heiratete sie den Rostocker Zahnarzt Paul Diehn (Pieter). Der gemeinsame Sohn Jürnjacob wurde 1920 geboren. Von 1923 bis etwa 1925 hatte Käthe „Kate“ Diehn-Bitt Kontakt zu Emil Orlik; er riet ihr zu einem ehrlichen Naturstudium und dem Zeichnen vor dem Spiegel. 1929 nahm sie ein 1931 endendes Studium an der privaten Kunstakademie Dresden auf, einer Mal- und Zeichenschule, gegründet von Ernst Oskar Simonson-Castelli. Hier wurde Woldemar Winkler und der ehemalige Kokoschka-Schüler Willy Kriegel ihre Lehrer. 1931 ging sie nach Rostock zurück, wo sie 1933 am Brink ihr erstes Atelier einrichtete. Besonders beeindrucken ihre Menschenbilder aus den dreißiger Jahren mit ihrem klaren Aufbau, der verhaltenen Farbigkeit und tiefgründigen Zuständigkeit, die für Kate Diehn-Bitts charakterliche Entschiedenheit als Motiv für ihre Werke stehen.
1934 wurden ihre für eine gemeinsame Ausstellung Rostocker Künstler ausgewählten Arbeiten vom nationalsozialistischen „Kampfbund für Deutsche Kultur“ als „artfremd“ zurückgewiesen. 1935 hatte sie ihre erste und vorerst letzte öffentliche Einzelausstellung gemeinsam mit ihrer Freundin, der Bildhauerin Hertha von Guttenberg, in der Galerie von Wolfgang Gurlitt in Berlin. Ihre Kunst galt den Nationalsozialisten als „entartet“ – es wurde 1935 ein Arbeits- und Ausstellungsverbot verhängt.
Scheinbar zwangsläufig lebte sie zurückgezogen, arbeitete aber mit Hilfe von Freunden und Malerkollegen weiter. So brachten Hans Emil Oberländer und Heinrich Engel Farben in ihr Atelier, andere wiederum Papier, Pappen und Stifte. Oft wurden Malgründe beidseitig verwendet. Sie malte Selbstbildnisse, Bildnisse ihrer Verwandten und Freunde, Ausblicke aus dem Fenster am Brink, Haustiere, Pflanzen und Verallgemeinerungen, Themen aus ihrem begrenzten Umkreis. Zu ihren Ölbildern kamen Zeichnungen in Bleistift und Kreide, Aquarellfarben hinzu, die oft auch von aufwühlenden persönlichen Erlebnissen getragen wurden.
Nach dem Ende der Nazi-Diktatur beteiligte Kate Diehn-Bitt sich aktiv am kulturellen Aufbau. 1945 wurde sie als Mitbegründerin Sektionsvorsitzende für Bildende Kunst im Kulturbund Rostock, 1946 war sie Mitbegründerin der Sektion Bildende Kunst im FDGB. Ihre Arbeiten der ersten Nachkriegsjahre waren teilweise geprägt von nachwirkenden, vielfach sehr düsteren Erinnerungen und Gedanken der Kriegsjahre. Kate Diehn-Bitt baute dennoch auf die Zukunft. Nach einer schweren Typhuserkrankung im Jahre 1946 und einer zeitweiligen Beweglichkeitseinschränkung fiel Kate Diehn-Bitt in eine tiefe psychische Krise, aus der sie sich, künstlerisch völlig verändert, herauszuarbeiten versuchte. Als sie 1948 in Rostock ihre erste Ausstellung hatte, erhielt sie zwar positive Rezensionen, aber ihr wurde auch das kulturpolitische Etikett „nicht zukunftweisend und optimistisch“ angeheftet. Nach erfolglosen Beteiligungen an Wettbewerben zog sie sich 1950 vom öffentlichen Leben weitgehend zurück, und sie legte ihre Funktionen nieder.
Nach dem Tod ihres Mannes nahm die Krankheit stark zu. 1957 begann Kate Diehn-Bitt mit Farb- und Aquarellstiften zu zeichnen, da sie Schwierigkeiten hatte, stehend an der Staffelei zu arbeiten. aber noch auf dem Krankenlager entstanden täglich bis zu vier Collagen.
Sie beschäftigte sich mit dem Alten Testament und mit dem Thomas-Mann-Werk „Joseph und seine Brüder“. Auffallend ist die Hinwendung zur Literatur, sie las in dieser Zeit sehr viel. Besonders das Schicksal der Juden beschäftigte sie.
Sie verarbeitete die Gestaltungsprinzipien altägyptischer Wandmalerei. Mit Collagen gestaltete sie biblische Szenen. Es entstand auch das „Tagebuch der Kindheit“ mit 30 Farbstiftzeichnungen. Der italienische Galerist Emilio Bertonati (1934–1981) tätigte Ankäufe von Zeichnungen der Künstlerin.
Ein Teil ihres künstlerischen Nachlasses befindet sich im Kunstmuseum Ahrenshoop. Den Nachlass verwaltet die Stiftung Kate Diehn-Bitt.

## Darstellung Kate Diehn-Bitts in der bildenden Kunst der DDR
- Mechthild Schlenger (Mannewitz): Porträt Käthe Diehn-Bitt. (1952, Öl)[2]

## Werke in öffentliche Sammlungen (unvollständig)
- Berlin: Neue Nationalgalerie[3]
- Berlin: Alte Nationalgalerie
- Rostock: Kunsthalle Rostock
- Schwerin: Staatliches Museum Schwerin

## Weitere Werke (Auswahl)
Tafelbilder
- Selbstbildnis in schwarzer Unterwäsche (1932)
- Porträt einer Friedenskämpferin (1952, Öl)[4][5]
- Spaziergang (1952, Öl)[6][5]
- Teterow (1952, Mischtechnik)[7][5]

Zeichenkunst
- Mutter und Kind[8]

## Ausstellungen (unvollständig)
Einzelausstellungen
- 1935: Berlin, Galerie Gurlitt
- 1947: Schwerin, Schweriner Landesmuseum
- 1968: Greifswald, Kleine Galerie des Caspar-David-Friedrich-Instituts der Universität Greifswald
- 1968: Stralsund, Museum Stralsund
- 1970: Rostock, Kunsthalle
- 1975: Berlin, Galerie Arkade
- 1980, 1983 und 1985: Rostock, Galerie am Boulevard
- 1981: Schwerin, Staatliches Museum („Kate Diehn-Bitt. Gemälde und Zeichnungen aus einer Berliner Privatsammlung“)
- 1990: Rostock, Galerie am Boulevard (Zeichnungen, Aquarelle, Collagen)
- 2000: Bad Doberan, Roter Pavillon, und Rostock, St. Marien-Kirche
- 2002: Rostock, Kunsthalle
- 2003: Ahrenshoop, Kunstkaten
- 2006: Weimar, Galerie Hebecker
- 2016: Kunstmuseum Ahrenshoop („Hier Kete! Selbst und Exotik im Werk Kate Diehn-Bit“)

Ausstellungsbeteiligungen
- 1933: Rostock, Frühjahrsausstellung der Vereinigung Rostocker Künstler
- 1945: Schwerin, Landesmuseum („Jahresschau 1945 der Kunstschaffenden aus Mecklenburg-Vorpommern“)[9]
- 1946: Dresden, Allgemeine Deutsche Kunstausstellung
- 1949: Dresden, 2. Deutsche Kunstausstellung
- 1969 und 1974: Rostock, Bezirkskunstausstellung
- 1974: Berlin, Nationalgalerie („Realismus und Sachlichkeit. Aspekte der Kunst 1919–1933“)
- 1974: Dresden, Kupferstichkabinett („Zeichnungen in der Kunst der DDR“)
- 1978: Berlin, Nationalgalerie („Revolution und Realismus“)
- 1979: Berlin, Altes Museum („Weggefährden – Zeitgenossen. Bildende Kunst aus 3 Jahrzehnten“)
- 1985: Berlin („Musik in der bildenden Kunst“)
- 1990: Berlin, Neue Berliner Galerie im Alten Museum („Die Kunst der frühen Jahre 1945–1949“)
- 2025: Rostock, Kunsthalle („KünstlerinSEIN, im Zusammenspiel mit Susanne Rast“)
- 2025: Mannheim, Kunsthalle („Die Neue Sachlichkeit“)